# The Jackson 5 Christmas Album
Jackson 5 Christmas Album es cuarto y el único álbum festivo de la banda estadounidense The Jackson 5 lanzado por el sello Motown en octubre de 1970. El disco mostraba las voces armónicas de los hermanos. El cantante Michael Jackson es predominantemente destacado en las pistas. La versión de la banda «Santa Claus Is Coming to Town» se incluyó como sencillo en Christmas Album. Dicha versión junto con «I Saw Mommy Kissing Santa Claus» continúan siendo pedidas en las radios durante la semana navideña. El álbum estuvo por cuatro semanas en la primera posición en la lista especial de discos navideños de la revista Billboard, que publicó en diciembre de 1970, haciéndolo el álbum navideño más vendido del año. Vendió más de 3.5 millones de copias por el mundo. En 2003, Universal Motown volvió a lanzar el disco con «Little Christmas Tree» (de A Motown Christmas). En 2009, se lo publicó como Ultimate Christmas Collection con remezclas, mensajes y un popurrí navideño, y otra vez como Merry Christmas Jackson 5. Lindsay Planer del sitio Allmusic le dio cuatro estrellas y media de cinco.

## Jackson 5 en 1970
La publicación de Jackson 5 Christmas Album en octubre de 1970 marcó el fin de un año exitoso de la banda. El grupo lanzó los tres discos, con ABC en mayo y Third Album en septiembre. Motown quiso que the Jacksons recrearan una hazaña similar el año siguiente, con Maybe Tomorrow sea un éxito en las disqueras en abril, la banda sonora Goin' Back to Indiana en septiembre, y la colección de grandes éxitos en diciembre. Además, el sencillo debut de Michael Jackson «Got to Be There» resultó ser un éxito en octubre, con el álbum completo de nombre homónimo que salió en enero de 1972.

## Lista de canciones
1. «Have Yourself a Merry Little Christmas» (Blane/Martin) – 5:19
2. «Santa Claus Is Coming to Town» (Coots/Gillespie) – 2:24
3. «The Christmas Song» (Torme/Wells) – 2:45
4. «Up on the Housetop» (Hanby) – 3:16
5. «Frosty the Snowman» (Nelson/Rollins) – 2:39
6. «The Little Drummer Boy» (Davis/Onorati/Simeone) – 3:15
7. «Rudolph the Red-Nosed Reindeer» (Marks) – 2:32
8. «Christmas Won't Be the Same This Year» (Sawyer/Ware) – 2:31
9. «Give Love on Christmas Day» (Gordy/Mizell/Perren/Richards) – 2:44
10. «Someday at Christmas» (Miller/Wells) – 2:44
11. «I Saw Mommy Kissing Santa Claus» (Connors) – 3:01

Remasterización de 2003
12. «Little Christmas Tree» (Clinton/Wayne) (grabado en septiembre–noviembre de 1972, publicado en 1973) – 3:37
Bonus tracks Ultimate Christmas Collection 2009
12. «Season's Greetings from Michael Jackson» – 0:09
13. «Little Christmas Tree» – 3:37
14. «Season's Greetings from Tito» – 0:06
15. «Up On The Housetop» (DJ Spinna Re-Edit) - 5:00
16. «Season's Greetings from Jackie Jackson» – 0:07
17. «Rudolph the Red-Nosed Reindeer» (Stripped Mix) – 3:04
18. «Season's Greetings from Jermaine Jackson» – 0:07
19. «Someday At Christmas» (Stripped Mix) – 2:44
20. «Give Love On Christmas Day» (versión a capela) – 3:37
21. «J5 Christmas Medley» – 3:51